# 皆川正
皆川 正（みながわ ただし、1947年 - ）は、日本の経済学者。専門は産業組織論。名古屋大学名誉教授。厚生労働省労働基準局長賞など受賞。

## 経歴
1947年、埼玉県浦和市(現さいたま市浦和区)出身。1969年に一橋大学経済学部を卒業すると、一橋大学大学院経済学研究科を修了。指導教官は荒憲治郎。
その後、名古屋大学経済学部で1974年に助手、1976年に講師、1982年に助教授となり、1993年に教授に就任した。最終取得学位は経済学博士（名古屋大学）1982年。2010年に名古屋大学大学院経済学研究科教授を定年退職後、藤田保健衛生大学に新設された医療科学部医療経営情報学科経済学教授に着任。2012年3月に同大を定年退職、同年4月に東海学園大学経営学部経営学科教授に就任。
1982年創文社学術出版助成賞受賞。また1996年に愛知地方最低賃金審議会公益委員に就任、1997年からは同審議会会長を務め、2003年には愛知労働局長賞、2006年には厚生労働省労働基準局長賞を受賞。